# Frente al mar
«Frente al mar» es un tango argentino con letra de Rodolfo Taboada y música de Mariano Mores estrenado el 27 de febrero de 1963.

## Historia
La canción fue lanzada en 1963 bajo el sello Odeón, y gracias a la gran amistad que unía a Mores con la cancionista Susy Leiva, fue ella quien inmortalizó el tema con su dulce voz.
Posteriormente, se utilizó en un fragmento de la película de 1964, Buenas noches, Buenos Aires, un musical dirigido por Hugo del Carril, donde Susy Leiva pudo lucirse nuevamente, favorecida con una escenografía acorde a la letra.
Luego vinieron otras versiones tras la trágica y prematura muerte de Leiva ocurrida el 4 de octubre de 1966 a los 33 años. Algunos de ellos fueron el cantor Jorge Valdez con la orquesta de Juan D’Arienzo (RCA Víctor 08/08/63), Roberto Rufino con la orquesta de Aníbal Troilo, el cantor e hijo de Mariano Nito Mores y Claudia Mores, Roberto Goyeneche con el Trío Stazo, Argentino Ledesma, y el chileno Antonio Prieto, entre muchos otros.

## Letra[4]
Frente al mar,

frente a Dios
 
empapada de noche y de pena mi voz
 
se estremece en el último adiós...
 
Frente al mar,
 
frente a Dios,
 
yo te ruego que, al menos,
 
me digas por qué me castigas...
 
Frente a Dios,
 
frente al mar,
 
yo pregunto si acaso el delito fue dar,
 
siempre dar, sin pedir más que amar...

Yo no sé, qué pasó,
 
yo no sé por qué fue
 
que la luz del amor se apagó...
 
Sólo sé que te vas
 
y que el viento, en tu nombre,
 
parece gritar: ¡Nunca más!

## Otras versiones
- Mariano Mores
- Roberto Goyeneche